# Íñigo Ortés de Velasco
Íñigo Ortés de Velasco Esquivel (Orduña, Vizcaya, 2 de mayo de 1787 – Vitoria, 17 de junio de 1858) fue una personalidad alavesa del siglo XIX. Nacido en el seno de una familia ilustrada y rica fue Diputado General y Comisario de Corte en 1830, repitiendo el cargo de Diputado para el trienio siguiente. Tomó parte en la revolución con el general Baldomero Espartero de 1841 y se exilió volviendo a la caída de Espartero. Recibió honores reales tales como el título de gentilhombre y el nombramiento de senador en 1845. Muere, tras haber ejercido todas las magistraturas locales y provinciales, el 17 de junio de 1858.

## Biografía

### Entorno familiar
Personalidad alavesa del siglo XIX, nacido en el seno de una familia ilustrada y rica, fue III marqués consorte de Alameda. Hijo de Iñigo Javier Ortés de Velasco y de María Tomasa Esquivel. Su padre era natural de Orduña, del consejo de su Majestad y oidor en la Real Chancillería de Granada así como patrono divisero de San Martín de Marzana. Su madre era natural de Vitoria e hija de José Manuel Esquivel, marqués de Legarda, señor de las villas de Valtierros, Mingorría y San Esteban de los Patos y de la torre fuerte de Salcedo, poseedor del palacio de Verastegui. Pertenecía a una familia prototipo de la aristocracia vasca de la segunda mitad del siglo XVIII y primera mitad del XIX que disfrutaba de una saneada fortuna fundada en bienes patrimoniales. Íñigo Ortés de Velasco residió al menos desde 1809 en Vitoria y contrajo matrimonio con Teotiste Urbina Gaytán de Ayala, que vino a convertirse en III marquesa de la Alameda al fallecimiento de su padre, Ramón María de Urbina y Gaytán de Ayala, en 1824, pero que apenas pudo disfrutar de esta merced, pues falleció al año siguiente, en 1825, pasando Íñigo Ortés de Velasco a ser conocido como marqués viudo de la Alameda. Tuvieron cuatro hijos: María Josefa, Francisco Javier –IV marqués de la Alameda–, Carmen y Ramón Ortés de Velasco y Urbina. De las hijas María Josefa casó con el heredero del título de conde de Villafuertes y Carmen con Ramón Barrenechea, teniente general de los Ejércitos Nacionales.

### Estudios
Íñigo Ortés de Velasco ingresó el 20 de octubre de 1799 en el Real Seminario Patriótico Bascongado y de Nobles de Vergara, donde recibió una esmerada educación. Finalizó sus estudios el 29 de agosto de 1805. En 1818 impulsó con éxito la fundación de la Academia de Dibujo de Vitoria. También procuró la revitalización de la Real Sociedad Bascongada de los Amigos del País.

### Primeras gestiones públicas y primer exilio
Su intervención en la gestión pública la inició muy joven, cuando las tropas napoleónicas cercaron en 1808 la ciudad de Orduña. Íñigo Ortés, al frente de la corporación municipal, negoció con las tropas napoleónicas la entrega de la ciudad y su posterior salida con el fin de evitar el saqueo pero su actividad política la desarrolló en Vitoria en donde en 1817 fue nombrado miembro de la comisión que debía tramitar y resolver, ante la administración francesa, el cobro de los créditos contraídos como consecuencia de las sucesivas invasiones francesas. Tal y cómo asegura el historiador Joseba Agirreazkuenaga; durante el Trienio Liberal, en julio de 1820, Iñigo Ortés de Velasco fue elegido alcalde segundo de Vitoria y cesó al año siguiente, cuando Fausto Otazu Balenzegui era alcalde y en 1823 fue repuesto en su cargo de regidor del ayuntamiento y lo aceptó aunque inmediatamente, temeroso de los absolutistas, marchó al exilio donde estuvo un año.

### Alcalde de Vitoria
El 29 de diciembre de 1827 fue nombrado alcalde de Vitoria aún dados sus antecedentes liberales y su exilio por esta causa. Entre otros proyectos presentó el de la creación del cuerpo de zapadores-bomberos. El historiador Agirreazkuenaga añade que Ortés de Velasco “organizó la bienvenida al rey Fernando VII en su periplo por el País Vasco, con fuegos artificiales, globo aerostático, toros, iluminaciones de los palacios, partido de pelota". Asimismo añade que en las apariciones públicas aparecían junto al rey Íñigo Ortés de Velasco y Fausto de Otazu, personajes distinguidos por su liberalismo durante el Trienio y que volvieron a recuperar la representación de las instituciones públicas Vitoria y Álava.

### Diputado General de Álava
La historiadora Carmen Castells dice que el 6 de mayo de 1830 fue nombrado teniente, maestre de campo, comisario de corte y diputado general repitiendo el cargo de diputado para el trienio siguiente. Asimismo el historiador Joseba Agirreazkuenaga asegura que durante el trienio 1830-1832 ocupó el puesto de teniente de diputado siendo diputado general Diego Arriola. Asimismo fue comisionado en Cortes en 1830. Para el siguiente trienio Íñigo Ortés de Velasco fue elegido diputado general.

### Primera Guerra Carlista y segundo exilio
Era el inicio de la guerra carlista. El 7 de octubre, Valentín de Verástegui, al frente del cuerpo de naturales de Badayoz, Bernedo, Laguardia y Valdegovía se trasladó de Vitoria a Gardélegui para proclamar a Carlos V de Borbón en un movimiento coordinado con los realistas y carlistas de Bilbao. El diputado general, Íñigo Ortés de Velasco, durante los dos primeros meses tuvo a Valentín Verástegui como jefe de las fuerzas insurrectas, quien trató de ejercer su máxima autoridad. Sin embargo, el legítimo diputado general, Íñigo Ortés de Velasco, resistió manteniéndose en su puesto, dirigiéndose a Verástegui en estos términos: “en mi poder no hay disposición, la menor, para tomar otro partido que el de procurar por el orden público, puesto que la fuerza es toda del señor don Valentín de Verastegui, […] espero que la prudencia de V.S. evite una hostilidad que pudiera traer consecuencias espantosas, atendida la inmensa desigualdad que media”. El comandante de armas de Vitoria, Ignacio Villasana, abandonó la ciudad con 110 hombres hacia Guipúzcoa y desde los alrededores de Vitoria le contemplaban 4000 hombres movilizados por Verástegui que inmediatamente entró a ocupar la ciudad. En estas circunstancias, convocó el diputado general junta particular en la que decidieron resistir pero salvando la tranquilidad y el orden interior de la ciudad y le manifestaron a Verástegui su actuación antiforal. El marqués viudo de la Alameda apeló en todo momento a su condición de diputado general para mantener la ilegitimidad de tal hecho y defendió la legalidad foral. Por ello más adelante pudo declarar que “el diputado debe manifestar que la Junta general no tuvo la menor parte en esta ocurrencia y que todo sucedió sin su conocimiento y contra sus esperanzas”. En la Junta Ordinaria del 18 de noviembre de 1833, dispersados los naturales armados por la intervención del ejército liberal de Sarsfield, la Diputación general y la Junta Particular lograron la debida autorización para ejercer las más amplias facultades, ya que el clima bélico no cesaba. El 17 de diciembre de 1833 la Junta General Extraordinaria procedió a la proclamación de la reina. A lo largo de 1834 realizó arduos esfuerzos para que el territorio alavés permaneciera fiel a la corona de Isabel II pero, al fin, en 1835, optó por el exilio a Bayona.

### Exilio en Bayona
Tras acudir a Madrid a la boda de su hija, salió inmediatamente hacia Bayona en 1836. En esta ciudad se incorporó al grupo de la nobleza vasca exiliada. Contribuyó con gran empeño la creación de la Junta de Bayona, que propició el fin de la guerra, en base al respeto del sistema foral, en plena consonancia con la fórmula de Muñagorri de “Paz y Fueros”; formuló un tipo de fuerismo inspirado en el liberalismo conservador, justamente la ideología que en el futuro se transformará en dominante entre las clases políticas dirigentes durante la época isabelina.

### Senador y Diputado General de nuevo tras el convenio de Vergara
Después del Convenio de Vergara, por real decreto de 28 de agosto de 1839, fue nombrado senador y reemplazó a Fausto de Otazu. En las elecciones de 5 de agosto de 1839, fueron propuestos para senadores por Álava Íñigo Ortés de Velasco y Fausto Otazu. En cuatro meses intensos de gestión, el diputado general Iñigo Ortés de Velasco logró el restablecimiento íntegro de los órganos de gobierno foral en el estado de 1833 y la recuperación de la dinámica ordinaria de la administración pública foral. Los sucesivos discursos que realizó en las Juntas Generales resumen el pensamiento político y la gestión pública que desarrolló Ortés de Velasco después de la traumática guerra civil, que contradecían las idealizadas virtudes que atribuía a los alaveses y vascos. En términos ideológicos pregonaba la superación de las divisiones partidarias y su sublimación en una lectura liberal del fuerismo, común a todos los alaveses y vascos.

### Octubrada contraEsparteroy tercer exilio
El 30 de marzo de 1841 renunció a su condición de senador que luego retomaría en 1845. Su discurso en las Juntas Generales de Álava el 4 de mayo de 1841 refleja un amargo balance porque el gobierno central iniciaba la modificación foral de forma unilateral que provocó profundos cambios en el régimen foral de Álava. En octubre de 1841 fue uno de los personajes políticos que, en Vitoria, junto con Pedro Egaña, Ciorraga y Manuel Montes de Oca, organizó la sublevación contra Espartero. Ante el fracaso se vio obligado a huir y exiliarse en 1841.

### Senador vitalicio
Regresó en 1843 renunciando a la política activa. Sin embargo, en las elecciones del 14 de septiembre de 1844 fue propuesto para senador por Álava. Al año siguiente, en 1845 fue nombrado senador vitalicio, de acuerdo con la nueva ley electoral y juró su cargo el 21 de febrero de 1846. Desde su puesto de senador y de respetado patricio de Álava siguió influyendo en la política cotidiana y junto a Pedro Egaña consiguieron que el trazado del tren pasara por Vitoria.